# Rue Kuhn
La rue Kuhn est une voie de Strasbourg située dans le quartier de la Gare.

## Histoire
La rue Kuhn est mentionnée sous ce nom dès 1796 du nom d’une famille de jardiniers qui demeurait à cet endroit.

## Description
La rue Kuhn fait partie avec le boulevard du Président-Wilson, la rue du Maire Kuss, la Petite rue de la Course et le boulevard de Metz des cinq voies aboutissant à la place de la Gare. La rue est perpendiculaire aux rues Thiergarten et Kageneck dans laquelle dernière se trouve la mairie de quartier.
La médiathèque Olympe de Gouges est située au n° 3.

## Transports en commun
L'arrêt Gare Centrale des lignes de tram A, C et D ainsi que l'arrêt Faubourg National de la ligne C et de la ligne de bus 6 se trouvent à proximité de la rue. La gare est situé de l'autre côté de la place de la Gare.